# Rio Una (sistema estuarino Tinharé-Boipeba)
O rio Una é um curso de água do estado da Bahia, no Brasil. Com 93 quilômetros de extensão, tem três principais rios tributários: Piau, Una Mirim e do Braço. Sua bacia hidrográfica espalha-se por 1 280 ou 1 390 quilômetros quadrados, dependendo da fonte, e por cinco municípios: Valença, Presidente Tancredo Neves, Mutuípe, Laje e Teolândia. Ressalta-se que a bacia está inserida em sua maior parte nos Territórios de Identidade do Baixo Sul e Vale do Jiquiriçá. O rio está inserido na região de planejamento e gestão das águas (RPGA) do Recôncavo Sul. Sua foz se dá no município de Valença, no sistema estuarino Tinharé-Boipeba.
Segundo o tupinólogo Eduardo Navarro, o topônimo "Una" procede do tupi antigo una, que significa "preto, escuro".